# لیا آماندا
لیا آماندا (ایتالیایی: Lia Amanda؛ زادهٔ ۲ سپتامبر ۱۹۳۲) بازیگر اهل ایتالیا است.
از فیلم‌هایی که وی در آن نقش داشته‌است، می‌توان به کن‌کن فرانسوی، کنت دو مونت-کریستو، عاشقان پیشین، برهنه برای قاتل و سه داستان ممنوعه اشاره کرد.